# Oxylamia mimotrianguligera
Oxylamia mimotrianguligera är en skalbaggsart som beskrevs av Stefan von Breuning 1977. Oxylamia mimotrianguligera ingår i släktet Oxylamia och familjen långhorningar. Inga underarter finns listade i Catalogue of Life.